# 育英セミナー
育英セミナー（いくえいせみなー）は、1975年頃、広島県安芸郡海田町に開設された学習塾である。

## 概要
- 所在地：広島県安芸郡海田町東昭和町2番
- 塾長：中島
- 対象：小学生・中学生

## 沿革
- 1975年頃：東昭和町4番の印藤手芸店付近の貸店舗を教室にして開設。
- 1976年頃：東昭和町2番の栄屋酒店付近の戸建て住宅（新築）に移転。1階のほぼ全体が教室となっていた。
- 1977年頃：塾生増加に対応するため、東昭和町1番にプレハブ教室一棟を建設。続いて同場所に、さらにプレハブ教室一棟を建設。海田町で最大規模となる。それまで、全授業の講師を塾長中島が務めていたが、アルバイトを雇うようになる。

## 特徴
塾長中島のわかりやすい教え方と厳しい講義、宿題を課さないことに特徴があった。
授業は、数分の講義の後に数分の演習問題の繰り返しで、中島が一人一人を丁寧に見て回り、間違った者は軽い体罰とともに厳しく叱責された。そのため、能力のある劣等生は、たちまち劣等生で無くなっていった。反面、最初から優等生の者は、いささか不満だったようである。
しかしながら、それらの特徴は、アルバイト講師の授業には引き継がれていなかったようである。

## 現在
2005年現在、プレハブの教室は、すべて無くなっている。戸建て住宅は残っているが、現在の状況は、不明である。